# Gynoplistia (Gynoplistia) kraussiana
Gynoplistia (Gynoplistia) kraussiana is een tweevleugelige uit de familie steltmuggen (Limoniidae). De soort komt voor in het Australaziatisch gebied.